# Cabiria

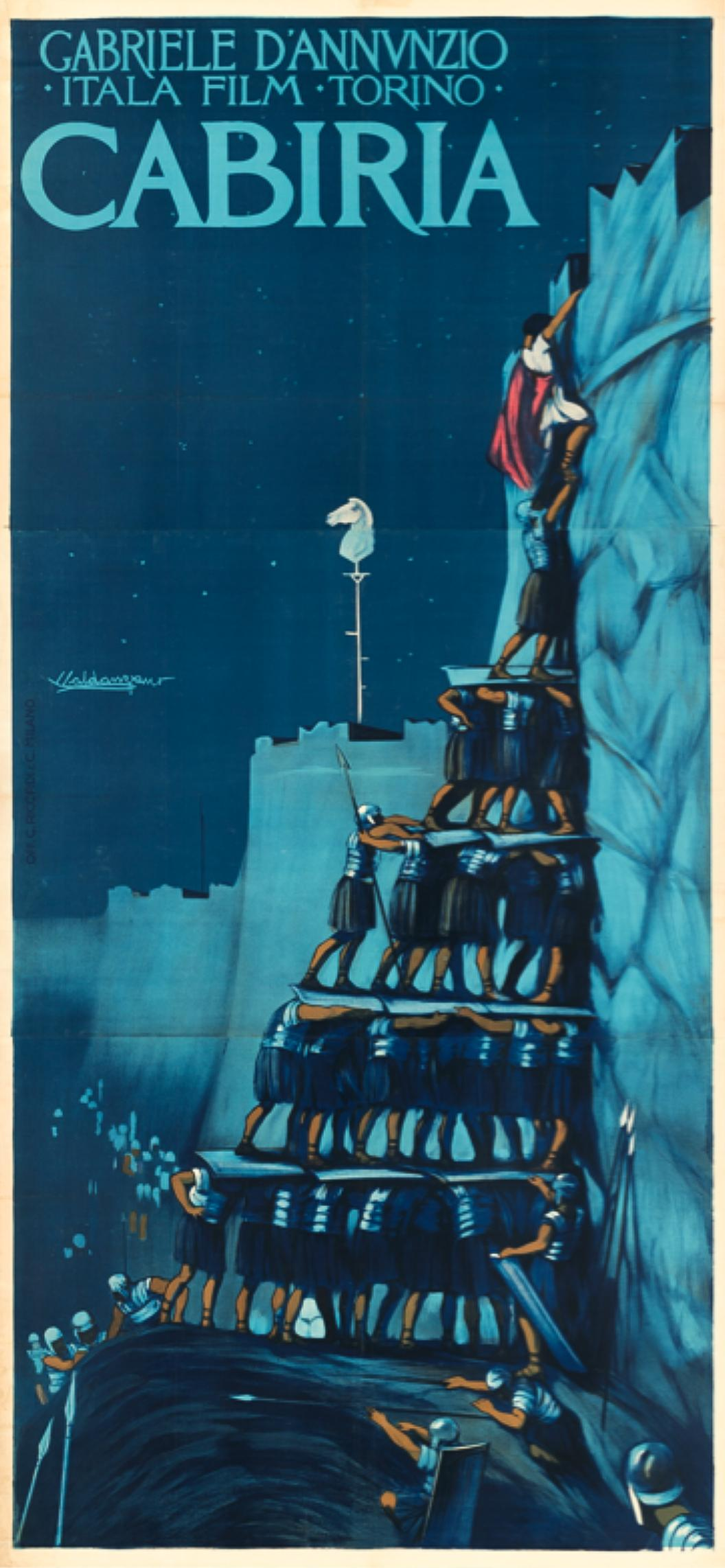
Plakát k filmu

Cabiria je němý italský film z roku 1914. Režie Giovanni Pastrone. Scénář k tomuto filmu napsal Gabriele d'Annunzio. Tento film při svém uvedení vyvolal obrovský zájem ze strany publika a ve své době se stal filmem přímo kolosálního významu.